# Андромеда (сериал)
Вижте пояснителната страница за други значения на Андромеда.
„Андромеда“ (на английски: Andromeda) e научнофантастичен сериал, излъчван от 2 октомври 2000 до 13 май 2005 г.

## Сюжет
Кап. Дилън Хънт от Системата за охрана на Федерацията е предаден от най-доверения си офицер – Джеърис Рейд (Стийв Бейсик). Това води до пленяването му заедно с неговия кораб „Андромеда“ в черна дупка, където те остават замразени за 300 години.
Докато Хънт придрямва през вековете, Федерацията рухва, оставяйки вселената на милостта на различни враждебни стада от ницшеански свръхчовеци. При събуждането си Хънт се озовава под обсадата на Бека Валънтайн (Лиса Райдър) – капитан на „Еврика Мару“, която е била наета от Найтсайдър Джерънтекс (Джон Тенч), за да залови „Андромеда“. Сред другите членове на екипажа на кап. Хънт са ницщеанеца Тир Анасази (Кийт Хамилтън), загадъчната Транс Джемини (Лора Бъртрам), религиозният фанатик преподобният Бем (Брент Стейт) и кадърният, но крайно неуравновесен инженер Шиймъс Харпър (Гордън Уулвит). Надявайки се да открият и възстановят това, което е останало от Федерацията, Хънт моли Бека да го пусне.